# Піт де Бур
Пітер Ніколас "Піт" де Бур (нід. Pieter Nicolaas "Piet" de Boer, 10 жовтня 1919, Амстердам — 8 лютого 1984) — нідерландський футболіст, що грав на позиції нападника за клуб «КФК», а також національну збірну Нідерландів.

## Клубна кар'єра
У футболі відомий виступами у команді «КФК», кольори якої і захищав протягом усієї своєї кар'єри гравця. 

## Виступи за збірну
1937 року дебютував в офіційних матчах у складі національної збірної Нідерландів. Протягом кар'єри у національній команді провів у її формі 1 матч проти Люксембургу (4-0), забивши 3 голи.
Був присутній в заявці збірної на чемпіонаті світу 1938 року у Франції, але на поле не виходив.
Помер 8 лютого 1984 року на 65-му році життя.